# Albin Sedej
Albin Sedej, slovenski veterinar, * 6. september 1908, Idrija, † 13. januar 1970, Ljubljana.

## Življenje in delo
Rodil se je očetu mizarju Francu in materi Katarini (roj. Tratnik). Ljudsko šolo in gimnazijo je obiskoval v rojstnem kraju, kjer je leta 1926 tudi maturiral. V letih 1927−1931 je študiral veterinarstvo na Univerzi v Bologni in tu 1931 tudi diplomiral. Spomladi 1932 je skrivaj odšel v Kraljevino Jugoslavijo in se kot veterinar zaposlil v Šentjurju. Leta 1934 je odslužil vojaščino in se 1935 zaposlil v Srbiji (Vladimirovci, Priboj, Užice), od 1938 pa je služboval v Črnomlju, kjer so ga fašisti 1941 aretirali in odpeljali v tržaške zapore. Po kapitulaciji Italije se je pridružil partizanom in bil v začetku leta 1944 v
Ravnah pri Šoštanju težko ranjen. Konec aprila 1944 je postal v Črnomlju veterinarski referent OO OF za Belo krajino, ter upravnik veterinarske bolnišnice. Po osvoboditvi je postal okrožni veterinar ljubljanskega okrožja. Leta 1947 je postal direktor Veterinarskega znanstvenega zavoda Ljudske republike Slovenije in 1949 načelnik veterinarskega oddelka Ministrstva za kmetijstvo, potem inšpektor pri Sekretariatu Izvršnega sveta za kmetijstvo Ljudske republike Slovenije, 1959 pa izredni profesor za upravno veterino na veterinarskem oddelku Fakultete za agronomijo, gozdarstvo in veterinarstvo v Ljubljani. Objavil je več strokovnih člankov.